# Matías de Gálvez y Gallardo
Matías de Gálvez y Gallardo (Macharaviaya, España, 23 de julio de 1717 - Ciudad de México, Virreinato de Nueva España, Imperio Español, 3 de noviembre de 1784) fue un militar y político español del siglo xviii.  Enviado por su hermano, José de Gálvez, marqués de Sonora, como inspector de milicias a la Capitanía General de Guatemala, llegó a ser el capitán general, tras la salida de Martín de Mayorga, quien fue nombrado virrey de la Nueva España.  Tras una efectiva labor al frente del gobierno guatemalteco, que incluyó la reconquista de la Fortaleza de San Fernando de manos de los ingleses y la construcción de la Nueva Guatemala de la Asunción, fue nombrado virrey de la Nueva España, nuevamente en sustitución de Mayorga.

## Orígenes y actividades iniciales
Fue el primogénito de la familia Gálvez de Macharaviaya, nacido el 23 de julio de 1717 en Macharaviaya, hijo de Antonio de Gálvez y García de Carvajal y de Ana Gallardo y Cabrera. En 1745, se casó con María Josefa de Madrid —una prima— y tuvo dos hijos, Bernardo y José, que murió a los ocho años. Fallecida su primera mujer en 1748 al dar a luz a su segundo hijo, Gálvez contrajo segundas nupcias en 1750 con Ana de Zayas y Ramos, con la que se trasladó a Madrid, donde residía en 1756. Era militar de carrera, pero no comenzó a ascender hasta que gozó del apoyo de su hermano José.

## Periodo canario
Matías de Gálvez se trasladó a Tenerife en 1757 para administrar la hacienda de la Gorvorana, situada en el Realejo Alto, hoy Los Realejos, al norte de la isla; allí llevó a su hijo Bernardo, que tenía once años. Tras acceder a la carrera militar, sirvió como gobernador de la fortaleza costera de Paso Alto, próxima a Santa Cruz de Tenerife, hasta 1775 y, a partir de ese año, como teniente del rey —lugarteniente del comandante general—.

## Capitán general de Guatemala
Por orden de su hermano José de Gálvez, por entonces secretario de Estado del Despacho de Indias, abandonó la isla de Tenerife en 1778 y fue nombrado inspector general de las Tropas y Milicias de Guatemala. Al llegar a Guatemala se ocupó de asuntos militares principalmente entre Chiquimulilla y El Salvador, organizando también los cuerpos militares de varias ciudades, especialmente el de Comayagua. Su principal preocupación al llegar a su destino fue mejorar las defensas del territorio, amenazado por los británicos, con los que había estallado la guerra el 16 de junio de 1779.
El 4 de abril de 1779, gracias a la influencia de su hermano, fue nombrado capitán general y presidente de la Real Audiencia de Guatemala, en sustitución de Martín de Mayorga, quien había pasado el desastre de los terremotos de Santa Marta en 1773 y obligado a los residentes a trasladar la capital de la destruida Santiago de los Caballeros de Guatemala a la Nueva Guatemala de la Asunción. A Matías de Gálvez le correspondió entonces la construcción de la Nueva Guatemala de la Asunción, sobre unos nuevos terrenos en el valle de La Ermita. Instaló una ceca (casa de la Moneda) y trabajó en la construcción la nueva Catedral Metropolitana, la cual dejó ya con las paredes elevadas cuando terminó su gestión. Puso la primera piedra del edificio en 1782. Fue tal su labor realizada en la construcción de la nueva ciudad, que el Ayuntamiento criollo lo nombró «El primer padre de la Patria».
Los británicos trataban de apoderarse de Mosquitia y conquistaron en la zona tres fuertes estratégicos: el de San Felipe del Golfo Dulce —muy debilitado en sus defensas—, el de la Inmaculada Concepción del río San Juan y el de San Fernando de Omoa —con dotación y armamento insuficientes—. Poco después de haberse iniciado su presidencia, el 20 de octubre, los ingleses se apoderaron de este último, sito en la bahía de Honduras; Gálvez había prometido enviar refuerzos para sostener la plaza y garantizar su defensa, pero no lo hizo, lo que facilitó la tarea de las fuerzas británicas y supuso un baldón para su reputación. Una vez perdido el castillo, no obstante, Gálvez se apresuró a reunir las tropas acantonadas en Amatitlán, Sacatepéquez, Olancho, Tegucigalpa, Santa Ana, Comayagua, San Salvador y Nueva Segovia, se trasladó a la costa norte de Honduras y cercó el fuerte el 26 de noviembre; logró reconquistar la fortaleza el 5 de enero de 1781, y expulsar a los ingleses del río San Juan (en noviembre del 1779) y del lago Cocibolca. Volvió a Trujillo a descansar las tropas y a esperar los barcos que debían permitirle acometer a los británicos en los fuertes de la isla de Roatán, que recuperó el 17 de marzo de 1782. Después de haber echado a los ingleses de la bahía de Honduras, regresó a la ciudad de Guatemala ese mismo año. Como recompensa a las victorias ante los británicos, se lo ascendió a teniente general del Ejército.

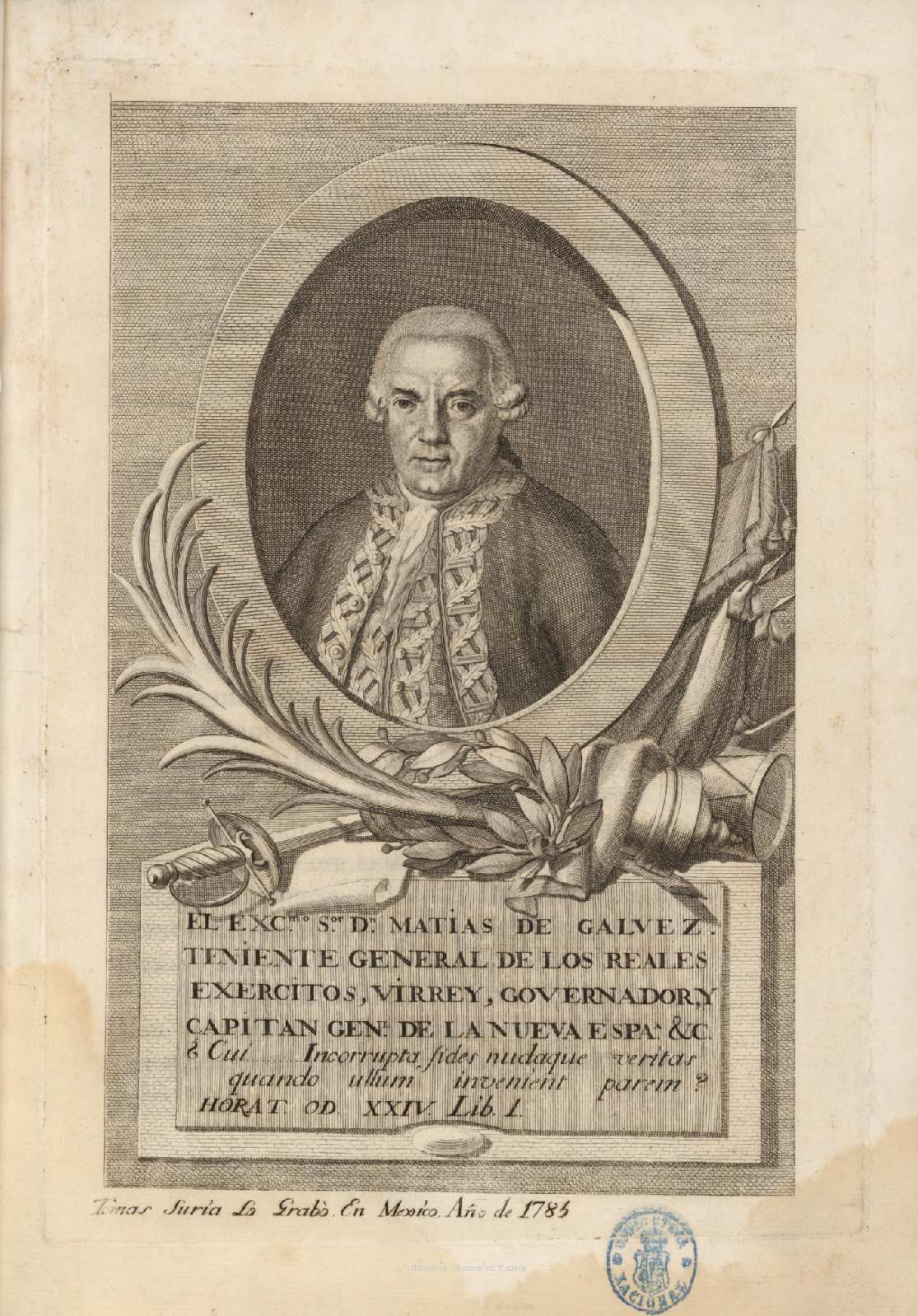
Retrato de Matías de Gálvez grabado por Tomás de Suria para las Solemnes exêquias del Excmô. Señor D. Matías de Gálvez, de José Patricio Fernández de Uribe, México, 1785.

## Virrey de la Nueva España
Relevado del cargo Martín de Mayorga a finales de 1782, en octubre de este año Gálvez fue nombrado virrey de la Nueva España. Abandonó Guatemala el 8 de marzo y tomó posesión el 28 de abril de ese mismo año, primero como interino y, desde el 14 de agosto, en propiedad; fue sucedido por el brigadier José de Estachería como capitán general de Guatemala.
En su nuevo cargo tuvo numerosas disputas con la Audiencia, que la Corona en general falló en su contra. Mayor fortuna tuvo en asuntos económicos: la mejora de la economía tras la guerra con el Reino Unido permitió acometer una serie de obras públicas como la mejora de caminos —que favoreció el comercio— y ciertas reformas en la Ciudad de México.

## Muerte
El cambio de clima afectó su salud grandemente, provocándole fuertes dolores; esto lo obligó a delegar el mando en la Real Audiencia y retirarse del servicio. Mayor ya cuando asumió el cargo de virrey, la gota llegó a paralizarle los brazos e impedirle incluso firmar. Falleció la mañana del 3 de noviembre de 1784, sucediéndole como virrey su hijo, Bernardo, hasta ese momento gobernador de La Habana. Se lo enterró en la iglesia de San Fernando de México.
| Predecesor: Martín de Mayorga | Capitán General de Guatemala 1779 - 1783 | Sucesor: José de Estachería |
| Predecesor: Martín de Mayorga | Virrey de la Nueva España 1783 - 1784    | Sucesor: Bernardo de Gálvez |